# Heinrich Freiherr von Stackelberg
Heinrich Freiherr von Stackelberg (Moscou, 1905-Madrid, 1946) fou un economista alemany que va contribuir a les teories del joc i de l'oligopoli.
Fill d'una família noble balto-alemanya, després de la Primera Guerra Mundial emigraren a Alemanya, on va estudiar matemàtiques i economia a la Universitat de Colònia. El 1941, esdevé professor d'economia a la Universitat de Bonn. El 1944, Stackelberg marexà d'Alemanya cap a Espanya, on fou professor visitant a Madrid i morí d'un limfoma el 1946. El seu principal treball, Marktform und Gleichgewicht (publicat el 1934) en el qual descriu els seus models de duopoli, fou més conegut a la seva mort, ja que en l'Alemanya Nazi hi havia una política econòmica anticompetitiva i no interessava pas.
Va proposar un model de duopoli on una de les empreses ho sap tot sobre el comportament de l'altra, que continua actuant seguint el model de Antoine-Augustin Cournot. El primer duopolista s'anomena director i integra en els seus plans la informació que té sobre el segon, anomenat seguidor, i efectuarà una oferta que maximitzi el seu benefici. Aquest model és evidentement superior als resultats obtinguts en el cas de fer les conjectures a l'estil Cournot per raó del seu avantatge informatiu sobre l'altra empresa, que veurà minvat el seu benefici.
El principal interès del duopoli de Stackelberg és que modelitza un comportament elaborat, el del director. I el principal inconveniene és en seu caràcter completament asimètric, on una empresa coneix tot sobre l'altra mentre aquesta s'acontenta a observar les ofertes efectuades, sense preguntar res.

## Obres
- Grundlagen einer reinen Kostentheorie (Fonaments de la teoria de les despeses), Viena 1932
- Marktform und Gleichgewicht (Mercat i equilibri), Viena 1934
- Grundlagen der theoretischen Volkswirtschaftslehre (Principis de teoria Econòmica), 2. Aufl., Berna 1951
- Theorie der Vertriebspolitik und Qualitätsvariation (Teoria de la política de distribució i diferenciació de qualitat), in: Ott, A. E., Preistheorie, Köln 1965, S. 230-318